# Henryk Pawłowicz

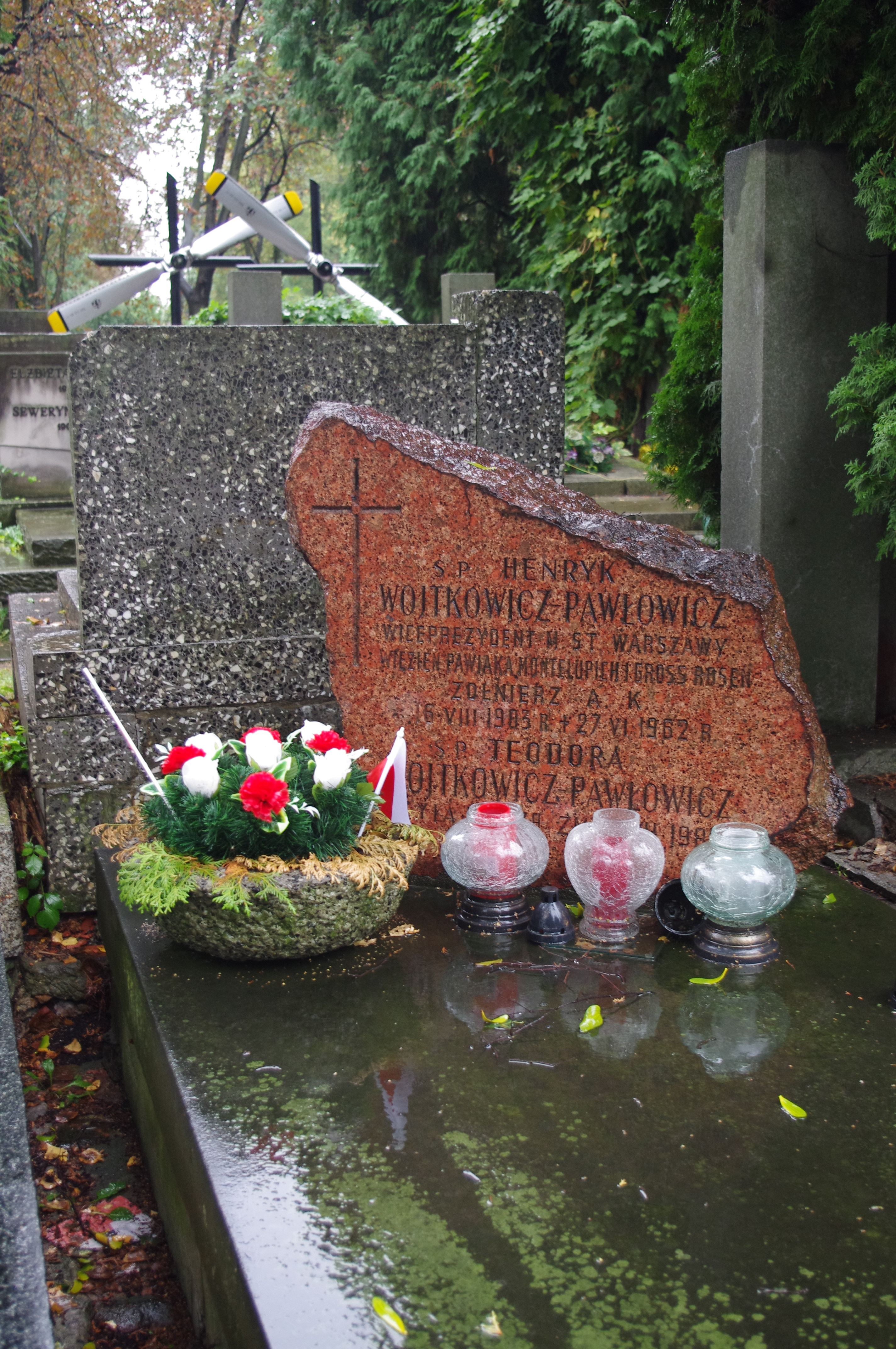
Grób Henryka Pawłowicza-Wojtkowicza na Cmentarzu Wojskowym na Powązkach

Henryk Pawłowicz-Wojtkowicz (ur. 16 sierpnia 1903 w Zarudziu na Podolu, zm. 27 czerwca 1962 w Warszawie) – polski działacz samorządowy, wiceprezydent Warszawy podczas okupacji.

## Życiorys
Był synem Stanisława i Stanisławy z d. Chudzińska. Uczeń gimnazjum w Płoskirowie i od 1920 gimnazjum w Winnicy. Wraz z rodziną w 1920 powrócił do Polski. Zamieszkali w Nieświastowie. Od 1926 pracował we Lwowie a następnie (od 1928) w Łucku. W 1929 przeniósł się do Łodzi i objął stanowisko inspektora Zakładu Ubezpieczeń Społecznych. Awansował i został przeniesiony do centrali ZUS w Warszawie, gdzie pracował do 1934. Następnie zatrudnił się w Zarządzie Miejskim m.st. Warszawy, by po roku objąć kierownictwo biura personalnego.
W trakcie obrony Warszawy był najbliższym współpracownikiem Stefana Starzyńskiego. Na polecenie prezydenta Warszawy został łącznikiem pomiędzy władzami miasta a  tworzącą się Służbą Zwycięstwu Polski. Podczas okupacji niemieckiej pozostał na swoim stanowisku. Pełnił funkcję zastępcy Komisarycznego Burmistrza, czyli Wiceprezydenta Miasta. Jego biuro „legitymizowało” fałszywe dokumenty osobiste, legitymacje pracowników miejskich (m.in. dla gen. Michała Tokarzewskiego-Karaszewicza, Stefana Roweckiego, Bolesława Bieruta, Stanisława Dubois).  Sam Stefan Starzyński wyznaczył Pawłowiczowi rolę łącznika Zarządu Miejskiego z pierwszymi związkami polskiego podziemia. Aresztowany w 1943 roku, przeszedł kaźń od Pawiaka, poprzez Montelupich do obozu koncentracyjnego w Groß-Rosen.
W maju 1945 powrócił do Warszawy. Leczył się do 1949 a następnie podjął pracę w Biurze Pełnomocnika Rządu ds. Robót Rozbiórkowych w Warszawie. W marcu 1949 został aresztowany i do 18 sierpnia 1953 był przetrzymywany bez wyroku sądowego. Po zwolnieniu z więzienia nie odzyskał już zdrowia. Praktycznie nie wychodził z mieszkania. Zmarł w Warszawie. Został pochowany na Cmentarzu Wojskowym na Powązkach (kwatera IIB30-1-3).
Autor wspomnień „Okupacyjne dzieje Samorządu Warszawy”, w których opisuje wydarzenia do listopada 1943, na podstawie własnych wspomnień, zaś lata dalsze oparł na wspomnieniach bezpośrednich świadków.

## Ordery i odznaczenia
- Krzyż Walecznych
- Złoty Krzyż Zasługi (11 listopada 1936)[4]